# دارلینگروده
دارلینگروده (به آلمانی: Darlingerode) یک منطقهٔ مسکونی در آلمان است که در ایلزنبرگ واقع شده‌است. دارلینگروده ۲٬۳۶۸ نفر جمعیت دارد.